# 沙楞伽提婆
沙楞伽提婆（羅馬化：Śārṅga-dēva；1175年—1247年），英語轉寫作Sharngadeva ，是印度最重要的音樂理論家。曾任宮廷樂師。他的論著有《樂藝淵海》，共七卷，分述樂音、調式、曲體與作曲、歌唱法、節拍與節奏、樂器與器樂、舞蹈與表演，是印度婆羅多牟尼《戲劇論》（即《舞樂論》）以後印度第一部最重要的音樂論著。現今南印度音樂的調式體系仍以此書闡述的基本調式(相當於c d d f g a a c )為基礎。

## 生平
沙楞伽提婆出生於古印度喀什米爾，西元1120年家族遷往南印度馬哈拉施特拉邦，西元1210年-1247年，在當地的雅達瓦王朝(英語：Yadava dynasty)統治者辛伽約執政期間擔任宮廷樂師，並創作《樂藝淵海》，對後代音樂影響甚深。

## 著作
西元1210年-1242年沙楞伽提婆創作《樂藝淵海》(Sangita Ratnakar)，被認為是印度婆羅多牟尼的《戲劇論》之後最重要的音樂著作。
《樂藝淵海》全書共七卷：
- 卷一：樂音：講述一般音樂理論。
- 卷二：調式：記錄了當時使用的264種“拉格”並把它們與古代音階進行分析對比。
- 卷三：曲體與作曲的問題。
- 卷四：歌曲演唱方法。
- 卷五：節拍與節奏：講述節拍和節奏問題，並列舉了120種“塔拉”(節奏型)。
- 卷六：樂器和各種器樂曲。
- 卷七：舞蹈與表演：講述有關舞蹈和戲劇的創作、表演等。

目前，南北印度的音樂學者都把《樂藝淵海》作為各自音樂體系的基礎理論。

## 外部連結
- 豆瓣上《印度音器简介（簡體中文） （页面存档备份，存于）
- YouTube上的Sarngadeva Samaroh Music festival